# FOSS.IN
FOSS.IN，在印度班加羅爾舉行的自由及開放原始碼軟體會議，是亞洲最大的自由及開放原始碼活動之一。前身是 Linux Bangalore（2001–2004），在每年的11月或12月舉行。

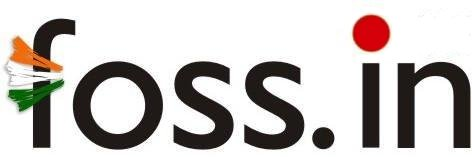
FOSS.IN標誌

## 歷史

### Linux Bangalore
Linux Bangalore開始於2001年，在印度班加羅爾，每年舉行的活動。在這個活動中，會舉行包括圓桌會談、演講、工作坊及討論等，吸引了印度與世界各地的講者與軟體程式員前來參與。

### FOSS.IN
Linux Bangalore主要聚焦於Linux之上，FOSS.IN則擴展了範圍，將所有的自由及開放原始碼軟體（FOSS）都包括在內。

## 外部連結
- 官方網站